# Kazimierz Deczyński
Kazimierz Deczyński (ur. 5 marca 1800 w Brodni, zm. 27 grudnia 1838 w Mâcon we Francji) – polski pamiętnikarz pochodzenia chłopskiego, uczestnik powstania listopadowego, jeden z najbardziej znanych burzycieli chłopskich.

## Życiorys
Urodził się w rodzinie chłopskiej. Edukację rozpoczął od nauki w szkole elementarnej w Brodni a kontynuował od 1813 w Warcie. Z powodów finansowych w 1815 został zmuszony do przerwania nauki i powrotu do domu. Po złożeniu egzaminu 1 stycznia 1818 został nauczycielem szkoły parafialnej w Brodni. Pracując jako nauczyciel w latach 1818–1828, angażował się w sprawy chłopskie będąc ich doradcą i opiekunem, stając się jednym z najbardziej znanych tzw. burzycieli chłopów. Stosunek szlachty do pańszczyzny i chłopów widział następująco: Każdy szlachcic polski woli stracić połowę swego majątku jakimkolwiek bądź sposobem, niżeli pozwolić na to, ażeby chłopi w jego wsi od odrabiania mu pańszczyzny wolnymi być mieli. Każdy szlachcic polski woli jednego momentu stracić sto dukatów, aniżeli widzieć przed sobą chłopa polskiego  z nakrytą głowa stojącego, gdyż to byłaby obraza honoru szlacheckiego, ażeby chłop nie zdejmował czapki przed szlachcicem i nie kłaniał mu się aż do samych stóp.  
W 1829 pomimo uznania za niezdolnego do służby wojskowej wcielony został do 2 pułku piechoty liniowej stacjonującego w Końskich. W szeregach pułku walczył w powstaniu listopadowym awansując w 1831 do stopnia podporucznika. Awans miał miejsce po przekroczeniu przez pułk granicy z Prusami. Dowódca pułku podpułkownik Zalewski docenił udział Deczyńskiego w powstaniu, miał też na uwadze to, że jako oficer będzie lepiej traktowany w pruskiej niewoli.
Po powstaniu wyemigrował do Francji, gdzie napisał Opis życia wieśniaka polskiego. Książka opatrzona tytułem Żywot chłopa polskiego na początku XIX wieku została wydana w 1907 roku. Za napisanie tej książki Kazimierz Deczyński był krytykowany przez środowisko emigracyjne, gdyż wyrażał się w niej negatywnie o ustroju feudalnym i szlachcie polskiej. Pamiętnik ten stał się kanwą powieści Leona Kruczkowskiego pt. Kordian i cham.

## Upamiętnienie
Od 1946 r. imię Kazimierza Deczyńskiego  nosi ulica w Łodzi na osiedlu Marysin. W 2000 r. imię Kazimierza Deki-Deczyńskiego otrzymała Szkoła Podstawowa w Pęczniewie.